# Басалик Юрій Михайлович

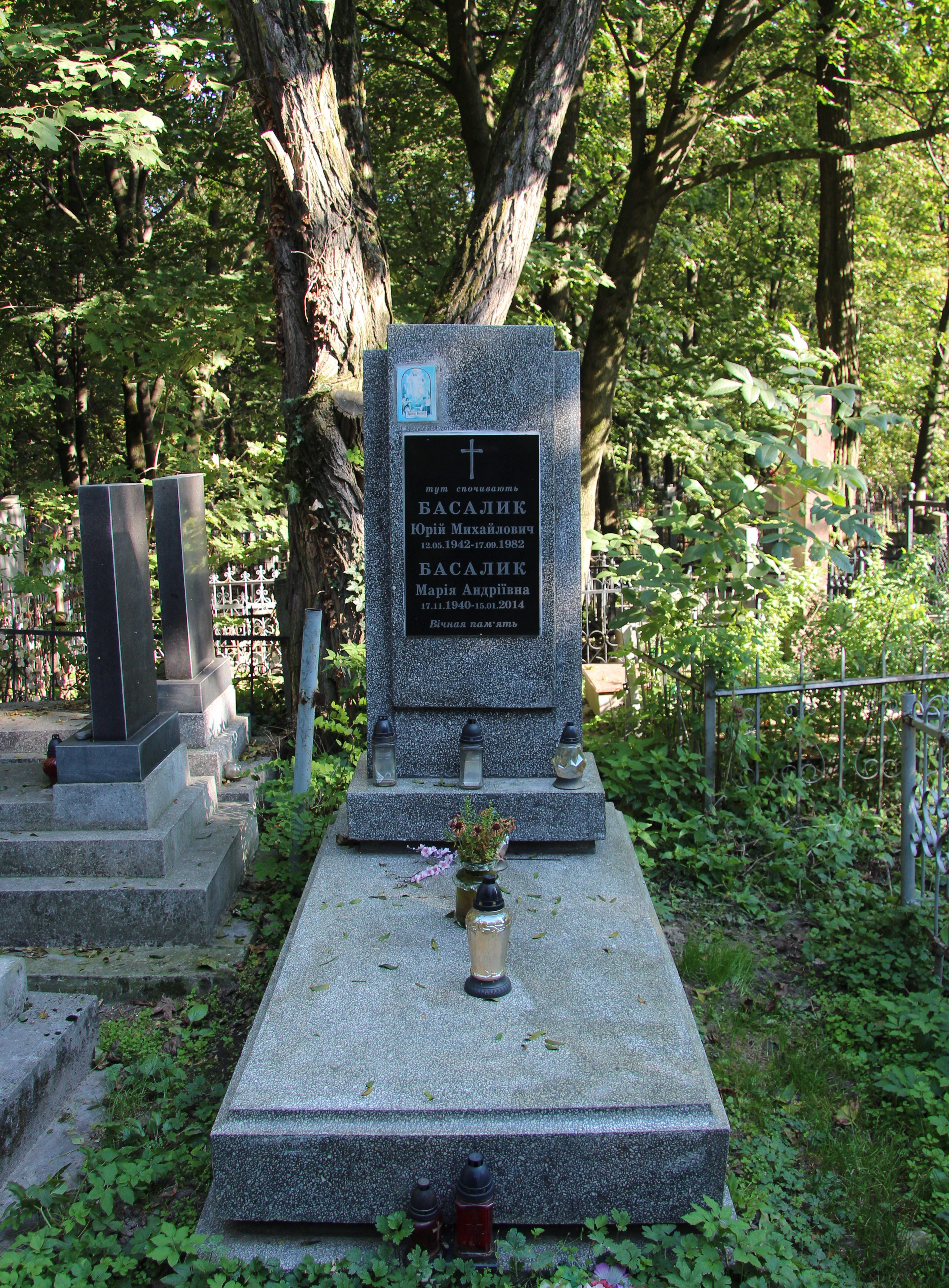

Юрій Михайлович Басалик (12 травня 1942, Львів — 16 вересня 1982, Львів) — радянський футболіст. Нападник клубів СКА (Львів), київського «Динамо», ЦСКА (Москва), «Карпат» (Львів), одеського «Чорноморця» і «Торпедо» (Луцьк). Майстер спорту СРСР (з 1964 року). Володар Кубка СРСР 1969.

## Життєпис
Вихованець львівської ДЮСШ-4. Перший тренер — Степан Нирко. Закінчив Львівський інститут фізкультури.
Яскраво проявив себе ще у шкільні роки — у юніорських змаганнях. В 1960—1961 роках виступав за львівський СКА, наступні 2 роки — уже в барвах вищолігового «Динамо» (Київ). Проте через травму ноги Басалик провів у тих двох чемпіонатах тільки 14 ігор. Для «проходження військової служби» його у 1963 році запросив московський ЦСКА. Там талант футболіста розкрився ще більше — футболіст став гравцем основного складу, двічі (у 1964 і 1965) вигравав бронзові медалі чемпіонату СРСР. У першостях країни він провів за ЦСКА 66 поєдинків у яких забив 9 м'ячів.
Коли на початку 1965 року в авторитетного спортивного журналіста, майбутнього редактора газети «Футбол-Хокей» Лева Філатова запитали: «Хто з молодих футболістів, які додали у грі в останній час, міг би підсилити гру збірної СРСР на чемпіонаті світу?», він без вагань назвав 3 гравців: Володимир Федотов (ЦСКА), Олексій Єськов (СКА Ростов) і Юрій Басалик (ЦСКА).
У 1966 році нападник повернувся до рідного Львова, щоб виступати 1 рік за СКА (Львів), а згодом 3 роки — за «Карпати», з якими здобув Кубок СРСР 1969. Взяв участь у найбільшій перемозі «зелено-білих» за всі часи: 12 серпня 1968 р. у Львові український клуб виграв у білоруського «Немана» (Гродно) з рахунком 8:0. Юрій Басалик відзначився одним голом. Зіграв за «Карпати» 98 матчів (10 голів). Завершував кар'єру у одеському «Чорноморці» та луцькому «Торпедо».
Лівий крайній нападник чи атакувальний півзахисник з чудовим стартовим ривком, сильним ударом з лівої ноги. Приваблював глядачів технічними, витонченими та ефектними діями, але інколи загравався — був нестабільним футболістом.
Помер у Львові 16 вересня 1982 року за власним робочим столом.  Похований у Львові , на  Янівському цвинтарі.

## Титули та досягнення
- Кубок СРСР: 1969